# Philipp Gräf
Philipp Gräf (* 22. Februar 1902 in Waldböckelheim; † 17. Juni 1979) war ein deutscher Kommunalpolitiker.

## Werdegang
Gräf war Landwirt und wurde 1945 als Amtsbürgermeister von Waldböckelheim eingesetzt. Von 1946 bis 1967 war er Landrat des Landkreises Bad Kreuznach.

## Ehrungen
- 1967: Verdienstkreuz 1. Klasse der Bundesrepublik Deutschland
- 1967: Ehrenbürger von Waldböckelheim